# Dolly Rüdeman
Dolly Rüdeman, auch Dolly Rudeman, (* am 3. Februar 1902 in Salatiga, Java, Niederländisch-Indien; † am 26. Januar 1980 in Amsterdam; vollständiger Name: Gustave Adolphine Wilhelmina Rüdeman) war eine niederländische Grafikerin, Plakatkünstlerin, Illustratorin und Autorin von Kinderbüchern. In den 1920er Jahren war sie die einzige Frau, die in den Niederlanden Filmplakate entwarf. Ihr wird ein bedeutender Anteil an der Entwicklung der niederländischen Plakatkunst zugeschrieben.

## Leben
Dolly Rüdeman wurde als zweite Tochter des Verwalters einer Zuckerfabrik in Salatiga auf Java geboren. Ihr Vater, Adolf P. Rüdemann, starb ein halbes Jahr vor ihrer Geburt. Ihre Mutter Gerardina C. van Elsbroek heiratete später in zweiter Ehe den niederländischen Armeeoffizier Karel G. R. Joosten und die Familie lebte zunächst in Batavia. Nach der Pensionierung des Stiefvaters zog die Familie im Oktober 1916 nach Den Haag. Dort besuchte Dolly zwei Jahre lang ein Gymnasium und nahm gleichzeitig Zeichenstunden. In Interviews sprach Rüdeman nie über ihre Kindheit und Jugend in Niederländisch-Indien. In ihrem Werk tauchen nur in ihrer 1927 entstandenen Plakatserie für den Dokumentarfilm Mataram des Ethnologen Tassilo Adam Anklänge an ihre Jahre in Niederländisch-Indien auf.
Im Kriegsjahr 1941 musste Dolly Rüdeman wegen alliierter Bomberangriffe Den Haag verlassen und vorübergehend nach Amsterdam ziehen. Sie kehrte bald zurück, zog aber 1944 erneut und auf Dauer nach Amsterdam. Dort lebte sie mit einer Cousine in der Beethovenstraat, wo sie auch ein Atelier unterhielt. 1944 hat sie den Angaben eines Verwandten zufolge eine jüdische Familie in ihrer Wohnung versteckt, die so die Shoah überlebte. Rüdeman lebte in der Beethovenstraat bis zu ihrem Tod mit ihrer Cousine zusammen. Sie führte einen gastfreundlichen Haushalt, kochte gerne und oft indonesische Gerichte, und obwohl sie keine Kinder hatte, waren bei ihren Weihnachtsessen und bei anderen Gelegenheiten zahlreiche Besucher anwesend. Dazu gehörten bis zu seinem Tode im Jahr 1955 Barend Lugard, mit dem sie stets freundschaftlich verbunden blieb, und zwei Freunde aus ihrer Studienzeit, der Maler Lodewijk Bruckman und sein Zwillingsbruder Karel.
Dolly Rüdeman starb am 26. Januar 1980 in Amsterdam an einem Lungenemphysem. Ihr gesamter Nachlass mit Zeichnungen und Dokumenten wurde im folgenden Jahr, nach dem Tod ihrer Cousine, entsorgt und gilt somit als verloren.

## Ausbildung

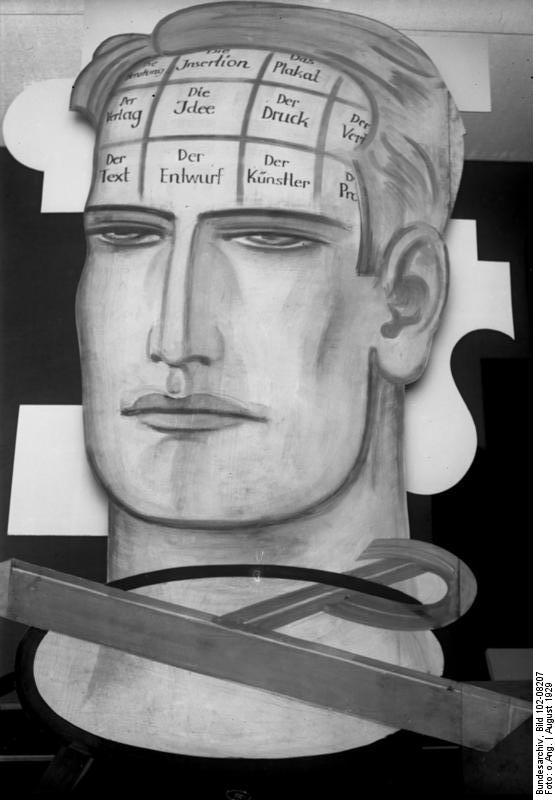
Plakat zur internationalen Reklameschau, unbekannter Entwerfer, Berlin 1929

Nach dem Schulabschluss studierte Rüdeman fünf Jahre lang an der Koninklijke Academie van Beeldende Kunsten (deutsch Königliche Akademie der Bildenden Künste) in Den Haag Zeichnen. Obgleich beide in verschiedenen Jahrgängen studierten, war sie mit dem Grafiker und Illustrator Jan Lavies bekannt. Rüdeman schloss ihr Studium im August 1922 mit der Lehramtsprüfung ab. Sie strebte jedoch eine Tätigkeit als Reklamekünstlerin an und reiste nach Großbritannien, um bei dem Illustrator und Cartoonisten Charles Crombie Unterricht zu nehmen.
1927 hatte der französische Plakatkünstler A. M. Cassandre mit einem Plakat für den Expresszug Paris-Brüssel-Amsterdam Étoile du Nord in den Niederlanden Aufsehen erregt und eine Reihe weiterer Aufträge bedeutender niederländischer Kunden erhalten. Rüdeman war von Cassandres Arbeit beeindruckt, reiste für drei Monate nach Paris, um ihn kennenzulernen, und arbeitete zeitweise in seinem Studio. In dieser Zeit entstand Rüdemans Plakat Circus für den gleichnamigen Spielfilm (deutsch Der Zirkus) mit Charlie Chaplin. Rüdeman gab später an, dass Circus unter Cassandres Einfluss entstanden sei und dieser auch ihre weitere Arbeit beeinflusst habe. Allerdings arbeite sie unter anderen Rahmenbedingungen; während Cassandre bisweilen mehr als einen Monat lang an einem Plakat arbeitete, blieben ihr nur zwei bis drei Tage.
1929 führte eine Deutschlandreise Rüdeman zunächst nach Berlin, wo vom 10. August bis zum 8. September die internationale Reklameschau stattfand. Ihre nächste Station war die Ausstellung Das internationale Plakat in München, die vom 17. August bis zum 17. September 1929 dauerte. In der niederländischen Abteilung wurden zwölf ihrer Filmplakate neben Werken von Bart van der Leck und A. M. Cassandre gezeigt. In München hatte sie die Gelegenheit, bei dem Grafiker und Plakatkünstler Ludwig Hohlwein zu studieren. Seine Arbeitsweise, Plakate auf der Grundlage von Fotografien zu entwerfen, scheint Rüdemans Arbeitsstil ab 1929 beeinflusst zu haben.

## Künstlerisches Werk

### Erste Arbeiten
Nach der Rückkehr von ihrem Studienaufenthalt in Großbritannien eröffnete Rüdeman in Den Haag ein eigenes Studio. Zunächst fertigte sie Porträtzeichnungen und Illustrationen aller Art an und gab als Zeichenlehrerin Privatunterricht. Ihre ersten Plakate waren Ankündigungsplakate für Auftritte der Tänzerin La Argentina im Kurhaus Scheveningen im Juli 1926 und für den Maskenball Carnaval! im folgenden Monat am selben Ort. In jenen ersten Jahren arbeitete sie als Illustratorin für Zeitschriften wie Nova, Favoriet, Deze Week, die Kulturzeitschrift De Prins und die Automobilzeitschrift De Auto. Einer der Autoren von De Auto war Barend Evert Lugard (1868–1955), in früheren Jahren einer der Gründer und Inhaber von Verwey & Lugard’s Automobiel-Maatschappij. Dieses Unternehmen fertigte bis 1908 Automobile, war bis 1913 als Importeur von Fahrzeugen der Hersteller Fiat und Peugeot tätig und hatte Geschäftsbeziehungen nach Niederländisch-Indien. Ob die gemeinsamen Verbindungen nach Niederländisch-Indien für die Zusammenarbeit von Rüdeman und Lugard eine Rolle spielten, ist unklar. Jedenfalls illustrierte Rüdeman häufig Lugards Artikel, und Lugard hatte für ihre weitere Karriere entscheidende Bedeutung.
1925 wurde Barend Lugard Geschäftsführer des niederländischen Filmkonzerns Nederlandse Bioscooptrust (NBT). Anfang 1926 begann Dolly Rüdeman, für den NBT die wöchentlich erscheinenden Programmhefte zu illustrieren. Eine erste bedeutende Arbeit, für die sie öffentliche Anerkennung erhielt, war im März 1926 die Ausstattung des modernisierten Großkinos Cinema Palace am Grote Markt in Groningen. Dort entwarf sie die Wanddekoration und die Lampenschirme.

### FilmplakatPotemkin
Der ab dem 10. September 1926 in den niederländischen Kinos gezeigte Spielfilm Panzerkreuzer Potemkin von Sergei Eisenstein war vom Publikum bereits mit Spannung erwartet worden. In Frankreich, Großbritannien, Belgien und anderen Staaten war der Film bereits von der Zensur verboten worden, in Deutschland durfte er nur unter strengen Zensurauflagen gezeigt werden. In den Niederlanden hatten Nijmegen und Bussum auf Druck konservativer politischer Vereinigungen Aufführungsverbote erlassen. Abraham Tuschinski, der Inhaber des landesweit bedeutenden Amsterdamer Tuschinski-Theaters und weiterer Kinos in Rotterdam, weigerte sich den Film zu zeigen.
Barend Lugard entschloss sich, nachdem er den Film gesehen hatte, Panzerkreuzer Potemkin in die niederländischen Kinos zu bringen. Seinerzeit wurden Filme in den Niederlanden in den meisten Fällen mit plump gestalteten Plakaten beworben, die Plakatgestaltung galt als „den Barbaren ausgeliefert“. Oft wurden künstlerisch gestaltete ausländische Filmplakate beschafft, und deren Textzeilen mit Angaben in niederländischer Sprache überschrieben. Lugard beauftragte die völlig unbekannte Dolly Rüdeman mit dem Entwurf des Plakats für Panzerkreuzer Potemkin und ließ davon 7.500 Stück drucken. Mit der Aufführung des Films hatte Barend überwältigenden Erfolg, die angesetzte Aufführungsdauer musste wiederholt verlängert werden. Die in großer Stückzahl verbreiteten Filmplakate verschafften auch Dolly Rüdeman große Bekanntheit. Der Bürgermeister von Amsterdam verbot das Plakat vorübergehend, während das Institut für Schöne Künste in Den Haag um ein Exemplar für seine Sammlung bat.
Anders als ihre russischen Kollegen Alexander Rodtschenko, Anton Lawinski und die Stenberg-Brüder, die im Staatsauftrag Plakate für den Film entwarfen, stellte Rüdeman nicht die Technik wie das Kriegsschiff und seine Geschütze oder heroische Figuren in den Vordergrund. Ihre Arbeit war eine Umsetzung der Treppenszene des Films, die wie kaum eine andere Filmszene in das kollektive Gedächtnis eingegangen ist. Das Bildmotiv stellt vor einem flächigen gelb und rot glühenden Hintergrund einen in groben Linien umrissenen Soldaten dar, sein Gewehr mit aufgepflanztem Bajonett erhoben, und zu seinen Füßen ein sterbender Revolutionär. Der Text des Plakats besteht nur aus dem Wort POTEMKIN am unteren Rand, dessen weiße Buchstaben von oben her blutrot eingefärbt werden.
Die niederländische Tageszeitung Het Vaderland schrieb über Rüdemans Plakat für Panzerkreuzer Potemkin am 31. August 1926, dass es sehr von den üblichen Filmplakaten abweiche. Hier habe „ein Künstler“ gearbeitet, der fast mit jenen auf einer Stufe stehe, die den Film geschaffen haben. Wenige Tage später gab der Verfasser seiner Überraschung Ausdruck, dass der vermeintliche Künstler eine junge Frau aus Den Haag sei, die sich erst seit kurzem mit der Plakatkunst beschäftige. Eine niederländische Kulturjournalistin bemerkte 1926, dass die Arbeiten von Frauen meistens eine „weibliche“ Erscheinung haben, mit einem angenehmen Thema, klaren Farben und ein wenig verträumt. Kräftige Linien und Ausdrucksstärke lägen weniger in der Art der Frauen. Das Werk Rüdemans entspreche diesem Bild nicht.

### Nederlandse Bioscooptrust
Der Nederlandse Bioscooptrust war 1921 unter maßgeblicher Beteiligung von Loet Barnstijn als ein Zusammenschluss von Filmverleihern und Kinobetreibern gegründet worden. Der NBT bestand aus drei Abteilungen, der Filmproduktion, die vorwiegend Werbefilme produzierte, dem Filmverleih, der die bedeutenden Filme der großen Hollywood-Studios in den Niederlanden vertrieb, und dem Kinobetrieb. Der NBT besaß eine eigene Druckerei, J. Strang & Co., die die Filmplakate und anderen Werbemittel druckte und die Entwürfe in wöchentlichen Konferenzen an den NBT verkaufte.
Aufgrund des großen Erfolgs ihres Plakates Potemkin erhielt Rüdeman eine Festanstellung bei J. Strang & Co. für die Gestaltung der Filmplakate des NBT. Bereits nach kurzer Zeit galt sie als die wichtigste Plakatdesignerin des Unternehmens. Darüber hinaus wurden ihre Entwürfe häufig berücksichtigt, weil Rüdeman grundsätzlich zwei Entwürfe auf einem Druckbogen unterbrachte und den kostengünstigen Dreifarbdruck bevorzugte. Ihre Bildgestaltung wich hingegen oft von den Wünschen der Betreiber von Filmtheatern ab. Während diese entsprechend dem Massengeschmack realistische Porträts glamouröser Frauen bevorzugten, lagen Rüdeman eher kantige Darstellungen von Männern und künstlerisch wertvolle Darstellungen. Hinzu kam, dass Rüdemans Arbeit für die UFA, deren Filme in den Niederlanden außerordentlich populär waren, zu teuer war. Dennoch konnte sich Rüdeman mit der finanziellen Absicherung durch die Anstellung auf die Gestaltung von Filmplakaten konzentrieren. Im Verlauf ihrer Karriere entwarf sie Plakate für Filme mit zahlreichen bekannten Hauptdarstellern wie Marlene Dietrich, Buster Keaton, Greta Garbo, Asta Nielsen und Charlie Chaplin. Ihre Arbeiten entstanden auf der Basis von Inhaltsangaben und gelegentlich von Einzelbildern der Filme, wobei wegen des Raumbedarfs der Texte wenig Spielraum für die Gestaltung blieb und die Arbeiten unter großem Zeitdruck ausgeführt wurden. Rüdeman rückte häufig die Hauptdarsteller ins Zentrum und kombinierte deren realistische Darstellung mit einer suggestiv wirkenden Umgebung. Einige ihrer Werke, meist Plakate für Filmkomödien, zeichnen sich auch durch die karikaturenhafte Überzeichnung der Hauptdarsteller aus.
Am 17. Oktober 1927 organisierte J. Strang & Co. im Amsterdamer Tuschinski-Theater eine Ausstellung von Filmplakaten. Die Mehrzahl der ausgestellten Plakate stammte von Dolly Rüdeman, und die Ausstellung war für sie ein großer Erfolg. Rüdemans Arbeit wurde von einer breiten Palette von Zeitungen und Zeitschriften wohlwollend kommentiert, darunter Fachzeitschriften der Filmindustrie und populäre Frauenzeitschriften wie De vrouw in haar huis und die in Belgien erscheinende Het Rijk der Vrouw. Zudem wurde in den Zeitungen das Bemühen des Bioscooptrust um qualitativ hochwertige Plakate gewürdigt, und die Rolle Rüdemans in der niederländischen Plakatkunst hervorgehoben. Der einflussreiche Filmkritiker von Het Vaderland, Luc Williken, hielt auf der Ausstellung eine Ansprache, in der er mehr Freiheit für die Künstler forderte. Die Fachzeitschrift De Reclame würdigte Rüdemans Plakate für Dirnentragödie mit Asta Nielsen und die drei Plakate für Mataram ausführlich, bemängelte aber, dass die Dauer der Ausstellung mit einem halben Tag zu kurz bemessen sei. Bereits zwei Wochen später veranstaltete J. Strang & Co. im Amsterdamer Hotel Krasnapolsky eine weitere Ausstellung, in der wieder vorrangig Plakate von Rüdeman gezeigt wurden. Der Geschäftsführer von J. Strang & Co. nannte die zweite Ausstellung eine Reaktion auf den großen Erfolg der ersten und zitierte stolz die positive Berichterstattung in der Presse.
Im März 1928 war Rüdemans Filmplakat zu Charlie Chaplins Der Zirkus das erste Filmplakat, das von der neuberufenen niederländischen Filmprüfstelle freigegeben wurde. Der NBT hatte den Entwurf zunächst abgelehnt. Im gleichen Jahr wurde das Plakat in das Jahrbuch der Vereeniging voor Ambachts- en Nijverheidskunst (V.A.N.K.) (deutsch Vereinigung für Kunsthandwerk und Industriekunst) aufgenommen, in dem auch Werke von Piet Zwart, Vilmos Huszár und Hendrik Wijdeveld abgedruckt wurden. Rüdeman wurde dem Umfeld der sozialistisch orientierten V.A.N.K. zugerechnet, es ist jedoch nicht bekannt, ob sie Mitglied dieser Vereinigung war. Mehrmals nahm sie Aufträge von öffentlichen Stellen an, und eine ihrer Arbeiten war ein Plakatentwurf für eine konservative Kampagne gegen einseitige Abrüstung. Über ihre politischen Überzeugungen äußerte sich Rüdeman jedoch niemals in der Öffentlichkeit, und es ist wahrscheinlich, dass diese Aufträge für sie keine besondere Bedeutung hatten.
Noch vor Beginn der Weltwirtschaftskrise geriet das Filmwesen in den Niederlanden in eine schwierige wirtschaftliche Lage. Die Einführung des Tonfilms verlangte auf Seiten der Kinobetreiber große Investitionen, zugleich stiegen die Kosten für den Bezug der Filme in Hollywood stark an. Im Juli 1929 begann der Bioscooptrust zu zerfallen. Die ausgegliederten Bereiche Filmproduktion und Kinobetrieb wurden zunächst selbstständig und später durch den Tuschinski-Konzern aufgekauft. Der Fachzeitschrift Nieuw Weekblad voor de Cinematografie zufolge wurde J. Strang & Co. an die Druckerei Van de Ven verkauft, die Rüdeman als Plakatgestalterin weiter beschäftigte. Es lässt sich jedoch als Arbeit Rüdemans für diese Druckerei nur das 1930 erschienene Filmplakat für Die Kosaken mit John Gilbert nachweisen.

### Nach dem Bioscooptrust

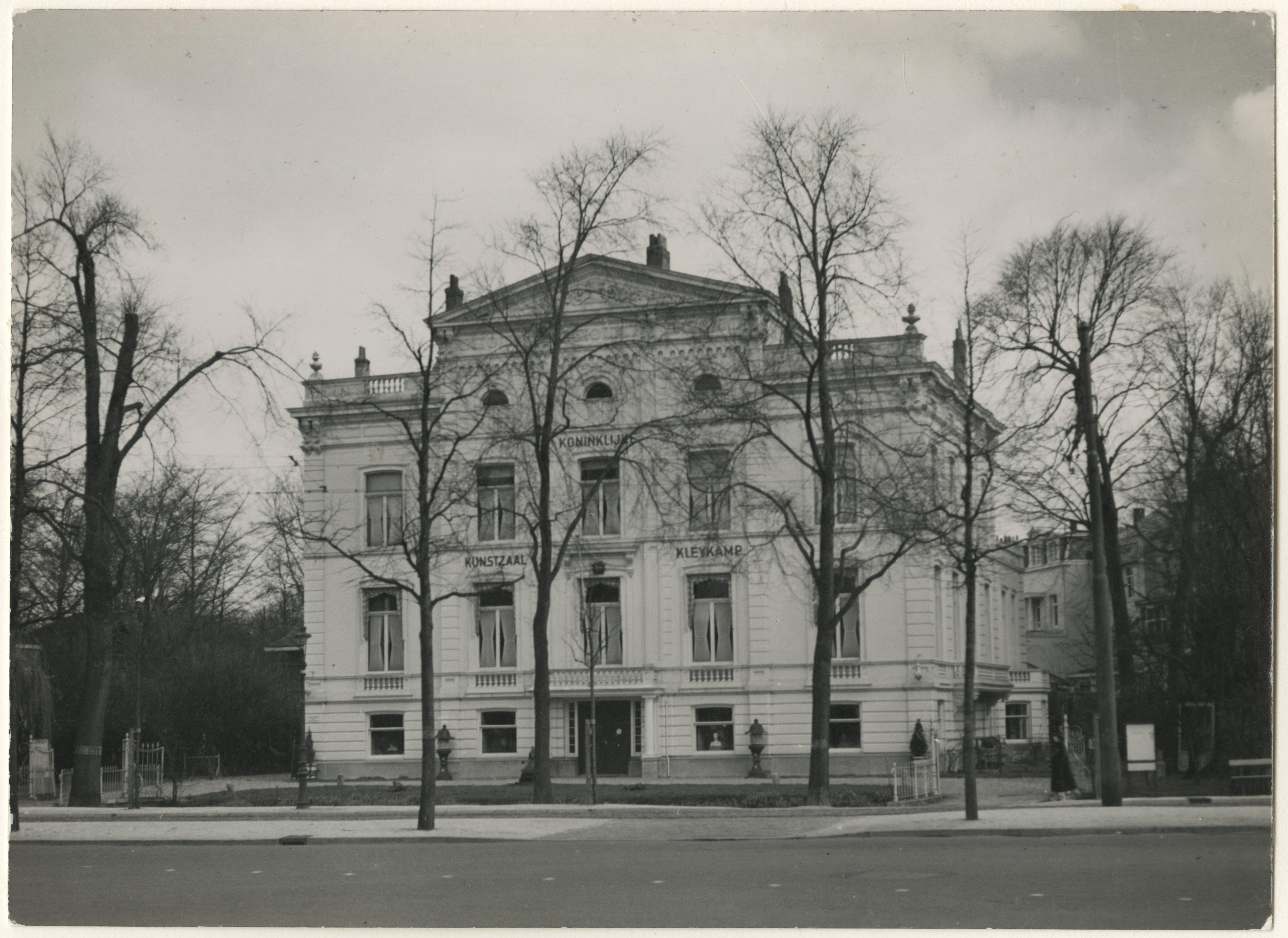
Kunstsaal Kleijkamp, Den Haag, um 1942

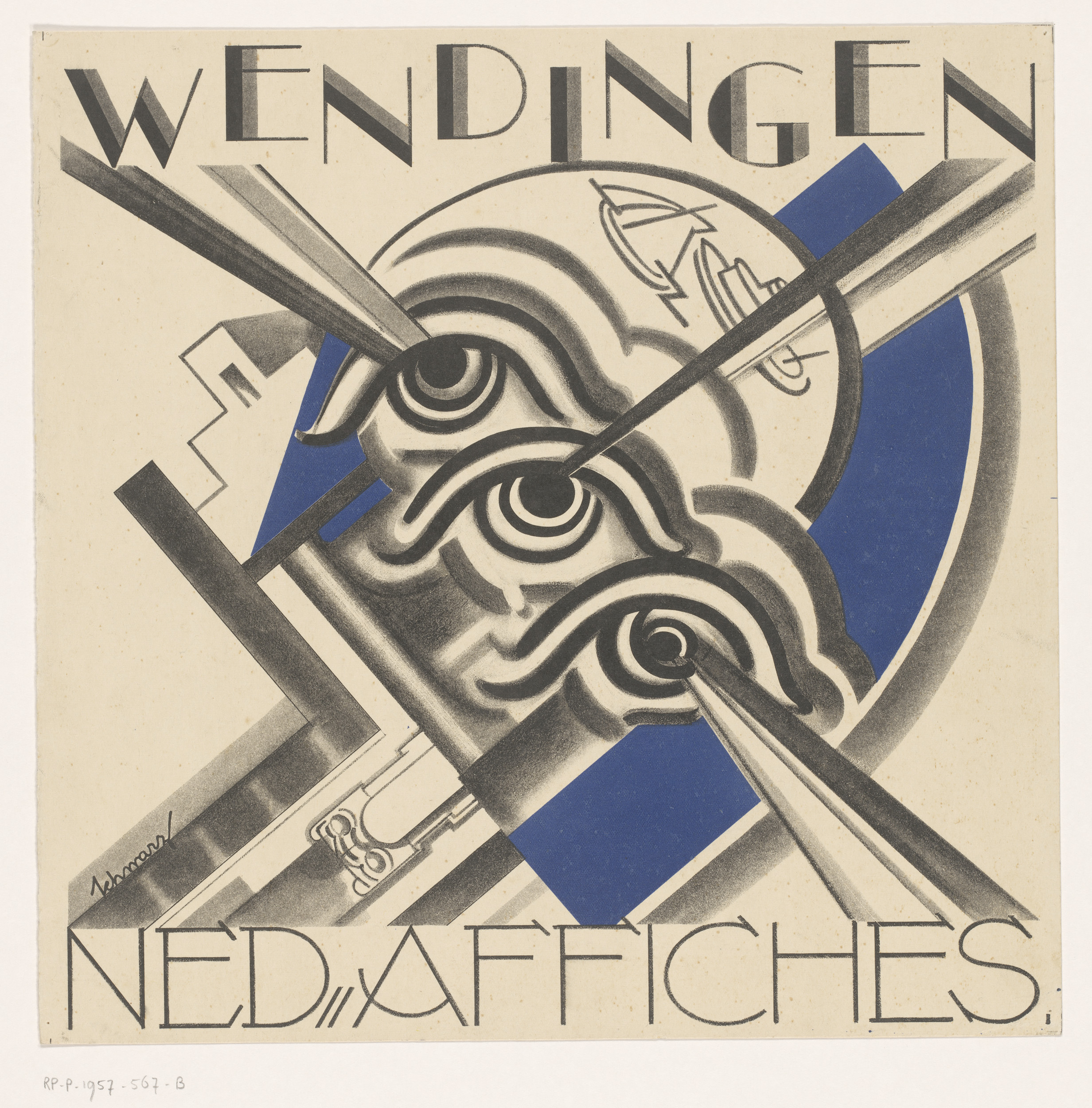
Wendingen, Titelgrafik des Februar-Hefts 1931

Rüdeman setzte ihre künstlerische Arbeit fort und schuf Plakate für andere Auftraggeber, die häufig von der Druckerei van Daalen in Haarlem gedruckt wurden. Vom 14. Februar bis zum 5. März 1931 fand im exklusiven Kunstsaal Kleijkamp in Den Haag eine Ausstellung ihrer Arbeiten statt, die wiederum von Luc Willink eröffnet wurde. In den Kunstsaal Kleijkamp eingeladen zu werden, war ein Privileg und wurde nicht nur als Anerkennung Dolly Rüdemans, sondern der Plakatkunst insgesamt betrachtet. Neben Filmplakaten wurden auch Porträtzeichnungen, andere Illustrationen und dekorative Arbeiten Rüdemans ausgestellt. Zu der Ausstellung erschien ein Katalog und es wurden sowohl Drucke für 1,50 bis 10 Gulden, als auch Originale zu Preisen von 75 bis 500 Gulden zum Verkauf angeboten. In den Medien wurde erstmals auch Kritik vernehmbar. So wies ein Kritiker darauf hin, dass die Mehrzahl der Werke Rüdemans keineswegs aus der Masse herausragten, sondern deutlich die Unterwerfung unter die Anforderungen des Marktes erkennen ließen. Ein anderer hob hervor, dass das Filmgeschäft und die Individualität eines Künstlers einander ausschließen würden. Die Ausstellung im Kunstsaal Kleijkamp markierte den Höhepunkt von Rüdemans künstlerischer Laufbahn. Etwa zur gleichen Zeit erschien eine Ausgabe der niederländischen Architektur- und Kunstzeitschrift Wendingen unter dem Titel Nederlandsche Affiches (deutsch Niederländische Plakate), in der Werke von Rüdeman neben jenen von Künstlern wie Chris Lebeau, Hendrik Wijdeveld und Paul Schuitema präsentiert wurden.
Mit dem Zerfall des Bioscooptrust und der Trennung von J. Strang & Co. hatte Dolly Rüdeman keine enge Verbindung zur Filmindustrie mehr. Bis dahin hatte sie für J. Strang & Co. und den Bioscooptrust etwa 150 Filmplakate und 70 Programmhefte gestaltet und großen Einfluss auf die niederländische Plakatkunst genommen. Ihren eigenen Angaben zufolge hatte sie mehr als 250 Filmplakate gestaltet. Sie entwarf 1933 ihr letztes Filmplakat für Don Quichotte, einen französischen Film unter der Regie von G. W. Pabst.
Neben ihrer Tätigkeit als Plakatgestalterin hatte Rüdeman stets weiter für verschiedene Zeitschriften als Illustratorin gearbeitet. Daneben entwarf sie Briefköpfe, Verpackungen und Werbeartikel. Besondere Aufmerksamkeit erregten ihre Kalender, so ein 1927 erschienener Bürokalender für einen Baustoffhandel. Ab 1930 arbeitete Rüdeman für die American Petroleum Company, die niederländisch-belgische Schwestergesellschaft der Deutsch-Amerikanischen Petroleum Gesellschaft. Eine ihrer Arbeiten war ein in zwei Teilen herausgegebener luxuriöser Bürokalender für 1934, über den im Rahmen einer lobenden Beurteilung lediglich kritisch angemerkt wurde, dass seine Illustrationen als Plakate weit wirkungsvoller gewesen wären.

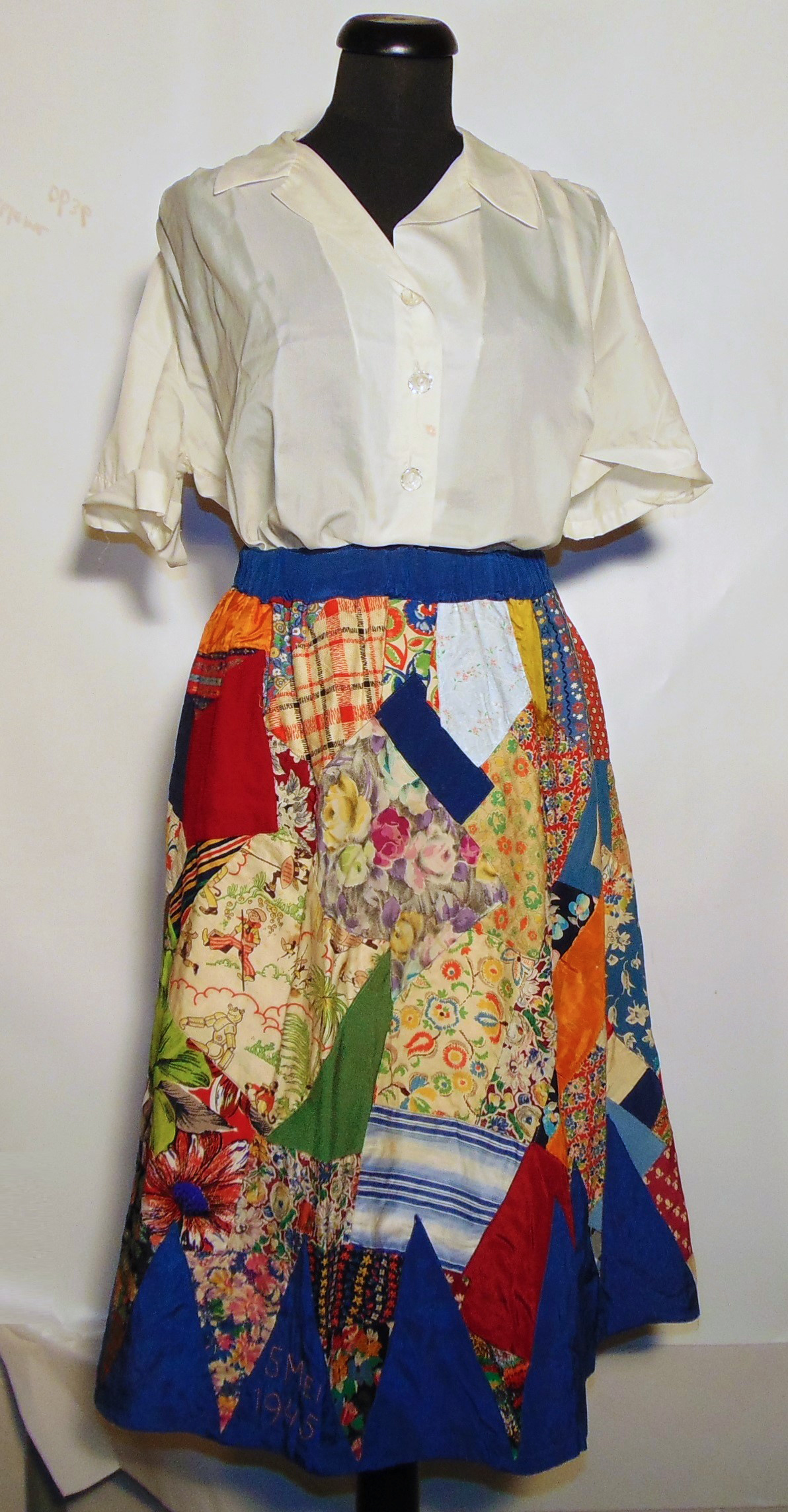
Nationale Feestrok von 1946, am unteren Rand „5 MEI 1945“ als Tag der Befreiung eingestickt

Der Papiermangel während des Zweiten Weltkriegs und die Umstände der deutschen Besetzung der Niederlande brachten die Produktion von Werbemitteln fast zum Stillstand. Nach dem Zweiten Weltkrieg beschäftigte sich Dolly Rüdeman zunächst vorwiegend mit Porträts, Aquarellen und Postkartenentwürfen. Ihr erstes Plakat nach der Befreiung bewarb 1946 den Nationale Feestrok. Es folgten bis in die 1950er Jahre Plakate für verschiedene Auftraggeber, darunter der Königlich Niederländische Motorsportverband, für dessen Rennen sie bereits vor dem Krieg Plakate gestaltet hatte. Wirtschaftlich ging es ihr sehr gut und durch Barend Lugard gewann sie zahlreiche Kunden.
In den 1950er Jahren begann Rüdeman für die niederländische Druckerei Mulder & Zoon zu arbeiten, die sich auf die Dekoration von Steinzeug spezialisiert hatte. Ein US-amerikanisches Unternehmen produzierte Milchkännchen, Bierkrüge, Blumenvasen und Wandteller mit Dekoren von Rüdeman, die Vögel, Blumen und Bäume als Symbole der Bundesstaaten darstellten. Diese Objekte werden heute noch häufig auf Auktionsplattformen und Sammlermärkten angeboten, sie haben aber in ihrer gefälligen Art keinerlei Bezug zum frühen Werk Rüdemans. Dasselbe gilt für zahlreiche ab den 1960er Jahren bei Mulder erschienene illustrierte Kinderbücher. Herausragend war darunter eine von Rüdeman illustrierte Ausgabe von acht Märchen Hans Christian Andersens. Anschließend verfasste und illustrierte sie eine eigene Reihe von Kinderbüchern, die fast alle auch in deutscher Sprache erschienen sind. Darüber hinaus wurden einige Titel auf Englisch, Französisch und in mehreren weiteren Sprachen veröffentlicht. Rüdemans Zusammenarbeit mit Mulders endete Anfang der 1970er Jahre, weitere Auflagen ihrer Bücher erschienen noch Jahre nach ihrem Tod. Zuletzt beschäftigte sich Dolly Rüdeman mit Kinderporträts für private Kunden.

## Wiederentdeckung
Noch 1957 wurde Rüdemans 30 Jahre zuvor entstandenes Plakat zum Film Dirnentragödie anlässlich einer Ausstellung von Filmplakaten in Den Haag gezeigt und in der Presse als Beispiel für künstlerisch wertvolle Filmplakate genannt. Anschließend geriet sie als Plakatkünstlerin in Vergessenheit, und anlässlich ihres Todes erschien kein einziger Nachruf.
Mit dem wachsenden Interesse an historischer Plakatkunst gegen Ende des 20. Jahrhunderts erwachte das Interesse an den Arbeiten von Dolly Rüdeman neu. Bis 2005 konnte mehr als die Hälfte ihrer Filmplakate wiedergefunden werden, von einem großen Teil ist jedoch die Existenz nur durch zeitgenössische Medienberichte überliefert. Von September bis November 2005 fand in Den Haag eine Ausstellung der Plakate Dolly Rüdemans statt, zu der zwei Kenner der Plakatkunst des frühen 20. Jahrhunderts ein Begleitbuch verfassten.
Rüdemans Arbeiten befinden sich in den Sammlungen der Stiftung ReclameArsenaal und des Museum für Kunst und Gewerbe Hamburg.